# M'era Luna
Le M'era Luna, ou M'era Luna Festival, est un festival de musiques gothique et heavy metal organisé annuellement tous les deuxièmes week-ends d'août, dans la ville de Hildesheim, en Allemagne. Fondé en 2000, le M'era Luna prend place sur l'aérodrome de Hildesheim et propose à ses spectateurs deux scènes, l'une montée chaque année pour l'occasion, et l'autre située dans un hangar à avions. Chaque année, c'est une quarantaine de groupes qui se produisent sur ces scènes pour 20 000 à 25 000 spectateurs.

## Histoire

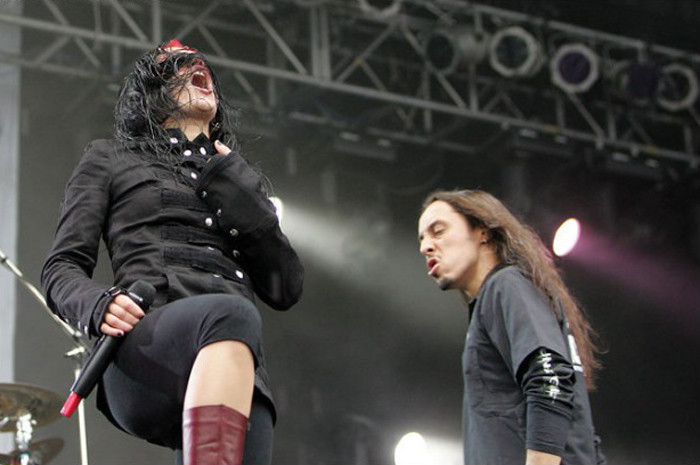
Lacuna Coil pendant l'édition 2005.

M'era Luna se déroule chaque année le deuxième week-end d'août sur l'aérodrome de Hildesheim. Il existe d'abord parallèlement au festival Zillo, qui se tenait à l'origine à cet endroit, et lui succède à partir de 2000, après que Zillo et les organisateurs ont décidé de suivre des voies différentes. Il s'agit d'un nom fantaisiste qui, selon les organisateurs, est censé sonner « rond », « et aussi un peu international ».
L'organisateur du festival est la société FKP Scorpio Konzertproduktionen GmbH, et le partenaire média est le magazine musical Sonic Seducer. L'accent musical est mis sur des genres tels que l'electro, le rock médiéval, le heavy metal, le rock alternatif, le synthpop et le rock gothique.
Pendant deux jours, les concerts d'une quarantaine de groupes se dérouleront sur une scène en plein air et une scène dans le hangar. En outre, il y a aussi un programme de discothèque la nuit, un marché médiéval, un programme d'ateliers de l'Académie M'era Luna introduit en 2017 et de nombreux stands de vente avec des articles de mode et de style alternative. Depuis 2011, des lectures sont également organisées dans le cadre du festival. La zone de camping, qui se trouve de part et d'autre de la piste, ouvre ses portes le vendredi matin - le programme officiel commence le vendredi soir et dure jusqu'au dimanche soir.

## Programmations

### 2000–2004

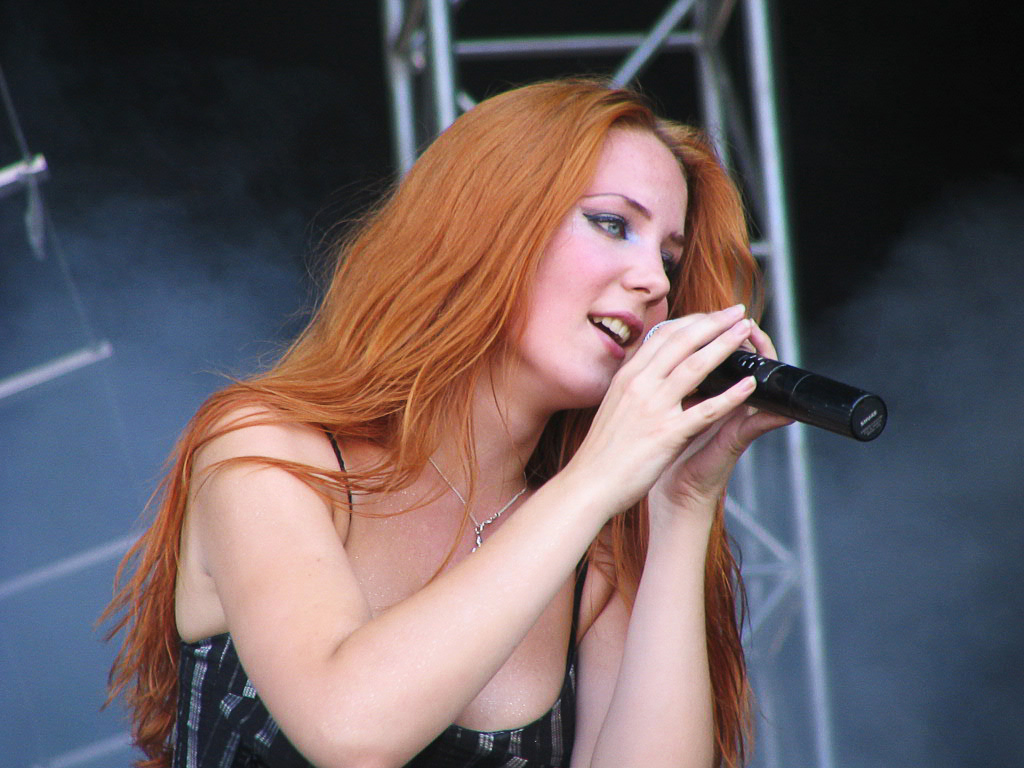
Simone Simons, chanteuse du groupe Epica, M'era Luna 2004.

- 2000 : Aenima, Anathema, And One, Anne Clark, Diary of Dreams, Dkay.com, Estampie, Evils Toy, Faith and the Muse, Fields of the Nephilim, Funker Vogt, Haggard, HIM, Illuminate, L'Âme Immortelle, Letzte Instanz, Lithium, Marc Almond, Merlons, Mila Mar, Near Dark, Oomph!, Phillip Boa and the Voodooclub, Project Pitchfork, Rosenfeld, Stromkern, Suicide Commando, The 69 Eyes, The Cassandra Complex, The Godfathers, The House of Usher, The Mission, The Sisters of Mercy, Tiamat, Umbra et Imago, Unknown, Velvet Acid Christ, VNV Nation, Zeromancer.

- 2001 : Apoptygma Berzerk, Atrocity, Beborn Beton, Clan of Xymox, Covenant, De/Vision, Escape with Romeo, Gary Numan, Godhead, Goethes Erben, Icon of Coil, In Strict Confidence, Justin Sullivan, Lacuna Coil, L'Âme Immortelle, Letzte Instanz, Marilyn Manson, Melotron, Mesh, Obscyre, Paradise Lost, Poems for Laila, S.P.O.C.K, Schock, Subway to Sally, Terminal Choice, The 69 Eyes, The Cult, The Inchtabokatables, Theatre of Tragedy, Wolfsheim, Zeromancer.

- 2002 : Angels and Agony, Assemblage 23, Ataraxia, Bloodflowerz, Blutengel, Care Company, Culture Kültur, Das Ich, Funker Vogt, HIM, Hocico, Ikon, In Extremo, L'Âme Immortelle, London After Midnight, Nosferatu, Oomph!, Pzychobitch, Rosenfeld, Schandmaul, Seabound, Soft Cell, Suicide Commando, Sulpher, The 69 Eyes, The Cascades, The Gathering, The Sisters of Mercy, Therion, VNV Nation, Welle: Erdball, Within Temptation, Zeraphine.

- 2003 : After Forever, Apocalyptica, Apoptygma Berzerk, Autumn, Blutengel, Camouflage, Chilburn, Colony 5, Deine Lakaien, Diary of Dreams, Dive, EverEve, Gothminister, Haujobb, Hekate, Illuminate, In Strict Confidence, Killing Joke, Lithium, Melotron, Mesh, Mila Mar, Ncor, Neuroticfish, Nightwish, Phillip Boa and the Voodooclub, Project Pitchfork, Placebo, Red Lorry Yellow Lorry, Qntal, Subway to Sally, SITD, The Breath of Life, Terminal Choice, Unheilig, The Crüxshadows, Within Temptation, Wayne Hussey, Xandria, Zeraphine.

- 2004 : Anne Clark, ASP, Blutengel, Chamber, Cold, Covenant, De/Vision, Decoded Feedback, Dulce Liquido, Elis, Epica, Exilia, Fiddler's Green, Fixmer/Mc Carthy, Flowing Tears, Funker Vogt, Gothminister, Icon of Coil, In Extremo, In Strict Confidence, L'Âme Immortelle, Lacrimosa, Oomph!, Pink Turns Blue, Rotersand, Saltatio Mortis, Samsas Traum, Schandmaul, Soman, Suicide Commando, The Eternal Afflict, The Fairsex, The Faith and the Muse, The Mission, Therion, Tristania, Umbra et Imago, Warren Suicide, Welle: Erdball, Within Temptation, Wolfsheim

### 2005–2009

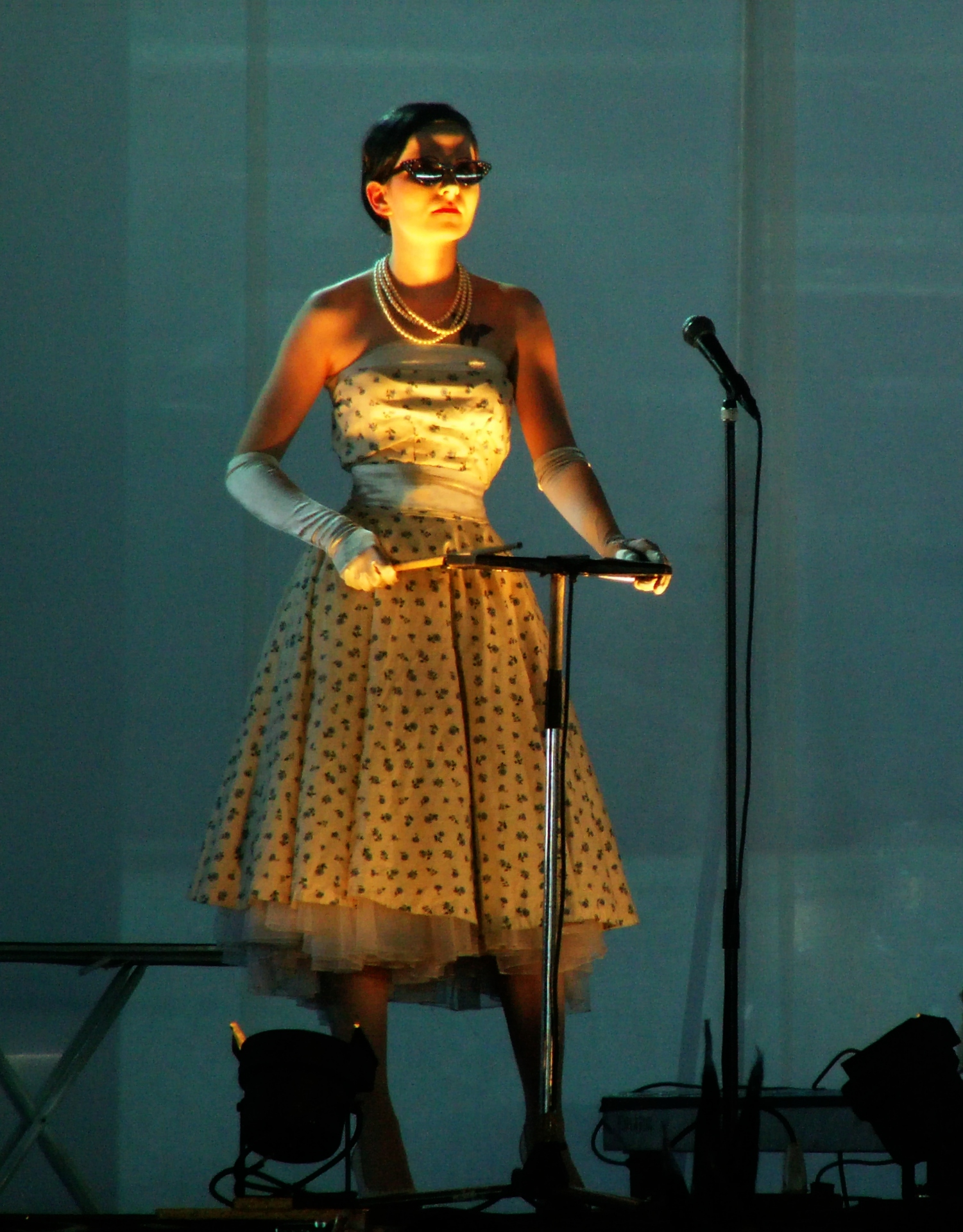
Welle: Erdball, M'era Luna 2007.

- 2005 : Amduscia, Atrocity, Autumn, Cephalgy, Combichrist, Deine Lakaien, Diary of Dreams, Faun, Flesh Field, Gåte, Hocico, In mitri medusa inri, KiEw, Lacuna Coil, Leaves' Eyes, Limbogott, Melotron, Negative, NFD, Osiris Taurus, Potentia Animi, Qntal, Schandmaul, Skinny Puppy, Staubkind, Subway to Sally, SITD, The 69 Eyes, The Birthday Massacre, The Crüxshadows, The Klinik, The Neon Judgement, The Sisters of Mercy, The Vision Bleak, Trisomie 21, VNV Nation, Zeraphine.

- 2006 :  Apoptygma Berzerk, ASP, Bauhaus, Blutengel, Clan of Xymox, De/Vision, Deathstars, Die Krupps, Dope Stars Inc., Elane, Epica, Front Line Assembly, Funker Vogt, Girls Under Glass, Gothminister, In Extremo, In Strict Confidence, Letzte Instanz, Liv Kristine, Lluther, Mesh, Midnattsol, Ministry, Mona Mur feat. St. Claire, Nitzer Ebb, Northern Lite, Regicide, Rotersand, Samsas Traum, Solitary Experiments, Soman, Sono, Spetsnaz, Terminal Choice, The Birthday Massacre, The Gathering, Tristania, Unheilig, Within Temptation, XPQ-21.

- 2007 : 32 Crash, And One, Angels and Agony, Animal Alpha, Anne Clark, Assemblage 23, Big Boy, PESTICIDE, Client, Covenant, Cultus Ferox, Deine Lakaien et Die Neue Philharmonie Frankfurt, Diorama, Dir En Grey, Down Below, Emilie Autumn, Fair to Midland, IAMX, Implant, Jesus on Extasy, Krypteria, Lacrimas Profundere, Lola Angst, My Dying Bride, Necro Facility, Nosferatu, Pain, Proceed, Rabia Sorda, Schandmaul, Skinny Puppy, Suicide Commando, The 69 Eyes, The Crüxshadows, The Jesus and Mary Chain, The LoveCrave, Tool, Warren Suicide, Welle: Erdball

- 2008 : Agonoize, Cinema Strange, Apoptygma Berzerk, ASP, Blitzkid, Combichrist, DAF, Delain, Eisbrecher, Elegant Machinery, Elis, End of Green, Epica, Frank the Baptist, Front 242, Hocico, Irfan, Mesh, Moonspell, Ordo Rosarius Equilibrio, Painbastard, Rabenschrey, Saltatio Mortis, Samael, Tanzwut, The Legendary Pink Dots, The Other, The Vision Bleak, Unheilig, VNV Nation, Mono Inc., New Model Army, Paradise Lost, Red Lorry Yellow Lorry, Fields of the Nephilim, Christian Death, Lacrimas Profundere, Klimt 1918, Din (A) Tod, Reflexion

- 2009 : Alexander Veljanov, Apocalyptica, Ashbury Heights, Blutengel, Deathstars, De/Vision, Die Apokalyptischen Reiter, Faderhead, Frozen Plasma, Grendel, Heimatærde, IAMX, Jesus on Extasy, Krypteria, L'Âme Immortelle, Leichtmatrose, Letzte Instanz, Lola Angst, Mina Harker, Nachtmahr, Nightwish, No More, Oomph!, Peter Heppner, Schelmish, Scream Silence, SITD, Spetsnaz, Star Industry, Subway to Sally, The Birthday Massacre, The Crüxshadows, The Prodigy, Tiamat, Tyske Ludder, Untoten, Welle: Erdball, Whispers in the Shadow, Zeraphine, Zeromancer.

### 2010–2014

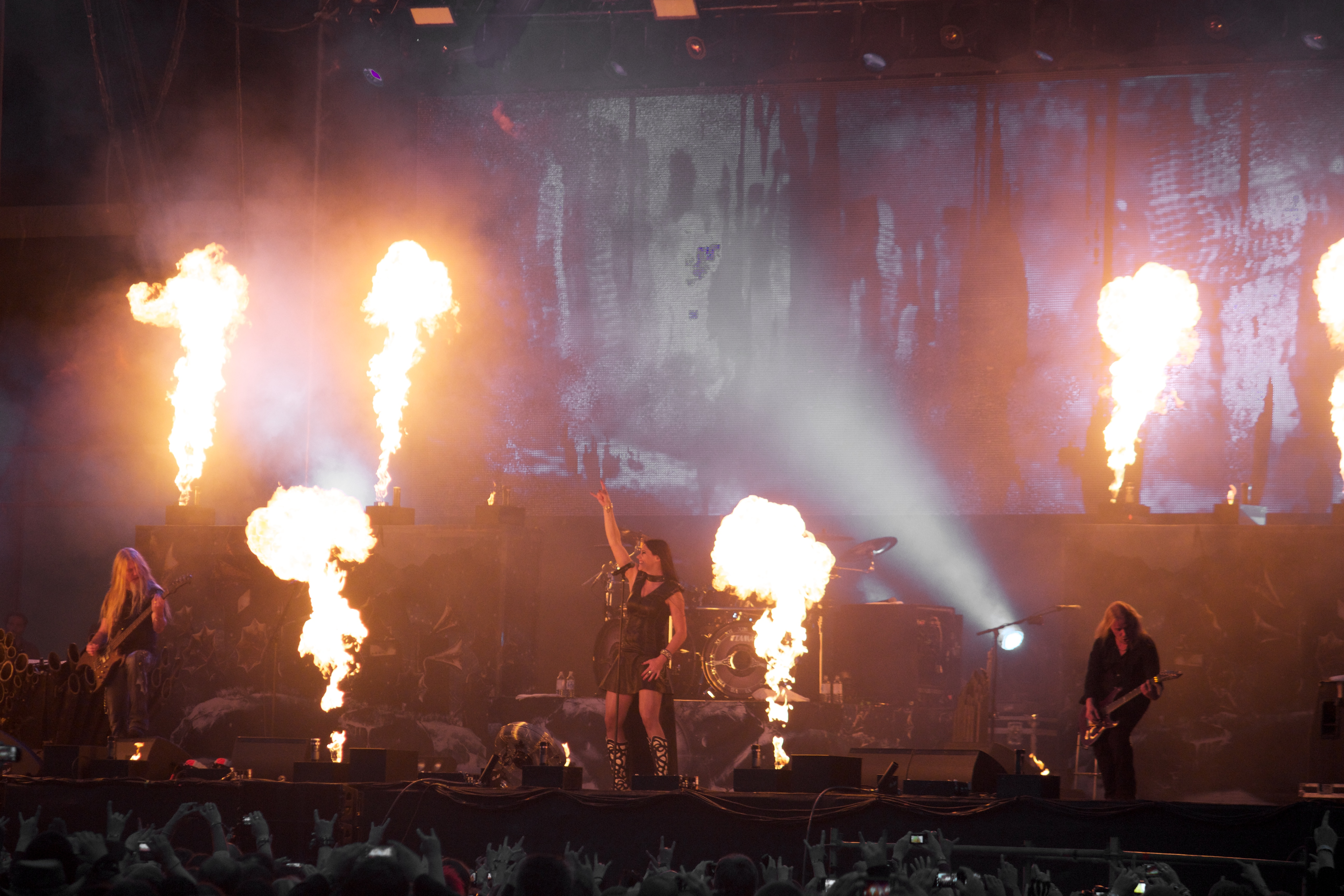
Nightwish, M'era Luna 2013.

- 2010 : Agonoize, Ambassador21, Amduscia, Angelspit, Brendan Perry, Celine and Nite Wreckage, Colony 5, Combichrist, Crematory, Das Ich, Editors, Eluveitie, Faith and the Muse, Feindflug, Hanzel und Gretyl, Ignis Fatuu, Illuminate, In Extremo, Lacrimas Profundere, Leandra, Nitzer Ebb, Placebo, Punish Yourself, Rabenschrey, Rotersand, Saltatio Mortis, Samsas Traum, Skinny Puppy, Stolen Babies, The 69 Eyes, The Other, The Sisters of Mercy, Unheilig, Zeraphine

- 2011[2] : A Life Divided, Apocalyptica, ASP, Atari Teenage Riot, Blind Passengers, Coppelius, End of Green, Equilibrium, Fetisch:Mensch, Funker Vogt, Gothminister, Hurts, Julien-K, Mesh, Mono Inc., My Dying Bride, Nachtmahr, Project Pitchfork, Tanzwut, Teufel, The Beauty of Gemina, Tiamat, Tying Tiffany, VNV Nation, Within Temptation, The Mission Veo.

- 2012[3] : In Extremo, Subway to Sally, Schandmaul, Fields of the Nephilim, Eisbrecher, Megaherz, Diary of Dreams, Suicide Commando, De/Vision, Leæther Strip, Welle: Erdball, KMFDM, Faun, Amduscia, Letzte Instanz, Lacrimeas Profundere, Rabia Sorda, Noisuf-X, Heimatærde, Roterfield, Lahannya, Jäger 90, Les Jupes. L'édition accueille 25 000 spectateurs[4].

- 2013[5] : Apoptygma Berzerk, ASP, Blutengel, Clan of Xymox, Coppelius, Cultus Ferox, Deine Lakaien, Desdemona, Diorama, Eden weint im Grab, Eisenfunk, End of Green, Front 242, Front Line Assembly, Gothminister, Haujobb, HIM, In the Nursery, Kirlian Camera, Lord of the Lost, Mesh, Mollust, Mono Inc., Nachtmahr, Nightwish, Ost+Front, Rêverie, Saltatio Mortis, Schwarzer Engel, Staubkind, Tanzwut, The 69 Eyes, The Arch, The Crüxshadows, The Klinik, Unzucht, Zeromancer (à la place d'IAMX).

- 2014 : Aeverium, Ambassador21, And One, ASPs Von Zaubererbrüdern, Bo Ningen, Chrom, Combichrist, Covenant, DAF, Darkhaus, Das Ich, De/Vision, Deine Lakaien, Die Krupps, Euzen, Faun, Feuerschwanz, Heimatærde, Henke, Hocico, Ignis Fatuu, In Extremo, Lacrimas Profundere, Leæther Strip, Letzte Instanz, Marilyn Manson, Meinhard, Microclocks, Neuroticfish, Paradise Lost, Rabia Sorda, Solar Fake, Solitary Experiments, Spetsnaz, Stahlmann, Subway to Sally, Sündenklang, The Beauty of Gemina, Within Temptation, [x]-Rx.

### 2015–2019
- 2015 : Absolute Body Control, Aesthetic Perfection, Anne Clark, Apoptygma Berzerk, ASP, Assemblage 23, Blutengel, Coppelius, Deathstars, Dope Stars Inc., Einstürzende Neubauten, Elvellon, Frozen Plasma, In Strict Confidence, Joachim Witt, L'Âme Immortelle, Lord of the Lost, Melotron, Merciful Nuns, Mono Inc., Nachtgeschrei, Nachtmahr, Nightwish, Ost+Front, Phillip Boa and the Voodooclub, Private Pact, Rob Zombie, Rotersand, Saltatio Mortis, Schwarzer Engel, Spielbann, Tanzwut, The Other, Tying Tiffany, Tyske Ludder, Unzucht, Versengold.

- 2016[6] : Within Temptation, The Sisters of Mercy, In Extremo, VNV Nation, Fields of the Nephilim, Eisbrecher, Apocalyptica, The Lord of The Lost Ensemble, Faun, Diary of Dreams, Oomph!, Combichrist, IAMX, Hocico, Die Krupps, Suicide Commando, Lacrimas Profundere, Letzte Instanz, [:SITD:], Zeromancer, Diorama, S.P.O.C.K, Gothminister, Stahlmann, The Cassandra Complex, Beborn Beton, Noisuf-X, Centhron, Rabia Sorda, Hämatom, Agent Side Grinder, Heldmaschine, A Life Divided, Chrom, Me the Tiger, Ewigheim, Aeverium, Erdling, Shaârghot.

- 2017[7] : Accessory, Absurd Minds, Ambassador21, And One, Ashbury Heights, ASP, Blutengel, Circus of Fools, .com/kill, Covenant, DAF, Darkhaus, De/Vision, Eden weint im Grab, Faderhead, Feuerschwanz, Front Line Assembly, Haujobb, Johnny Deathshadow, KMFDM, Korn, Leæther Strip, Leichtmatrose, Megaherz, Mesh, Mono Inc., NamNamBulu, Ost+Front, Project Pitchfork, Schandmaul, Schwarzer Engel, She Past Away, Solar Fake, Subway to Sally, The Arch, The Crüxshadows, Tyske Ludder, Unzucht, Versengold, White Lies.

- 2018[8] : Aesthetic Perfection, Apoptygma Berzerk, Atari Teenage Riot, Subway to Sally, Cephalgy, Clan of Xymox, Das Ich, Die Kammer, Eisbrecher, Eisfabrik, Erdling, FabrikC, Front 242, Frozen Plasma, Heimatærde, Hocico, In Extremo, In Strict Confidence, L'Âme Immortelle, Lacrimas Profundere, London After Midnight, Lord of the Lost, Massive Ego, Merciful Nuns, Ministry, Nachtmahr, Peter Heppner, Rabia Sorda, Rotersand, Saltatio Mortis, Schattenmann, Tanzwut, The Prodigy, The 69 Eyes, Too Dead to Die, Torul, Welle: Erdball, Whispering Sons, Zeraphine.

- 2019[9] : Agonoize, ASP, Assemblage 23, Centhron, Combichrist, Corvus Corax, de/Vision, Deathstars, Diary of Dreams, Die Krupps, Empathy Test, Ewigheim, Faelder, Fear of Domination, Fields of the Nephilim, Formalin, Funker Vogt, Heldmaschine, Joachim Witt, Lacrimosa, Melotron, Mono Inc., Neuroticfish, Oomph!, Scarlet Dorn, SITD, SONO, Spetsnaz, Stahlmann, Subway to Sally, Suicide Commando, Sündenklang, Terrolokaust, Versengold, VNV Nation, Within Temptation, [x]-Rx, Yellow Lazarus, Zeromancer.

### Depuis 2020
- 2020–2021 : Festival annulé en raison des mesures prises contre la pandémie de Covid-19[10],[11].

- 2022 : A Life Divided, Adam Is a Girl, Aeverium, Ambassador21, ASP et The Little Big Men, Blutengel, Chrom, Combichrist (en remplacement de The Crüxshadows), Covenant, Diorama, Eisbrecher, Enemy Inside, Faderhead, Feuerschwanz, Front Line Assembly, Haujobb, Hell Boulevard, In Strict Confidence, Lacrimas Profundere (en remplacement de Megaherz), Nachtmahr, Nitzer Ebb, Noisuf-X, Ost+Front, Oul, Priest (en remplacement de The Cassandra Complex), Qntal, Rave the Reqviem, Rotersand, Schandmaul, Schattenmann, Solitary Experiments, Soman, The Beauty of Gemina, The Lord of the Lost Ensemble, The Mission, The Sisters of Mercy, Then Comes Silence, Tyske Ludder, Unzucht, VNV Nation Classical. L'édition 2022 accueille 25 000 spectateurs[12].

- 2023 : Samedi 12 août : Antiage, Intent:Outtake, Versus Goliath, A Projection, Rave the Reqviem, Wisborg, Tanzwut, Absolute Body Control, Megaherz, Rabia Sorda, Diary of Dreams, Girls Under Glass, L'Âme Immortelle, Neuroticfish, Joachim Witt, Amduscia, Project Pitchfork, Solar Fake, In Extremo, London After Midnight, Ville Valo. Dimanche 13 août : Dragol, Blitz Union, Heldmaschine, Manntra, Eisfabrik, She Hates Emotions, Gothminister, Melotron, Letze Instanz, Frozen Plasma, The 69 Eyes, Ashbury Heights, Peter Heppner, Agonoize, Subway to Sally, De/Vision, Mono Inc., Hocico, Within Temptation. L'édition 2023 accueille 25 000 spectateurs[13].

- 2024[14] : ASP, VNV Nation, Front 242, Epica, Saltatio Mortis, Lord of the Lost, Deine Lakaien, Schandmaul, Hämatom, Deathstars, London After Midnight, Die Krupps, Suicide Commando, [:SITD:], Combichrist Old School Set, Oomph!, DArtagnan, Assemblage 23, Die Herren Wesselsky, Zeraphine, She Past Away, Welle: Erdball, Funker Vogt, Das Ich, Lacrimas Profundere, Stahlmann, The Cassandra Complex, [X]-RX, S.P.O.C.K, Future Lied to Us, Genthron, Hell Boulevard, Schwarzer Engel, Erdling, Eden Weint Im Grab, Rroyge, Steril, Extize, Re.Mind, Janrevolution. L'édition 2024 accueille 25 000 spectateurs[15].